# 룰 63

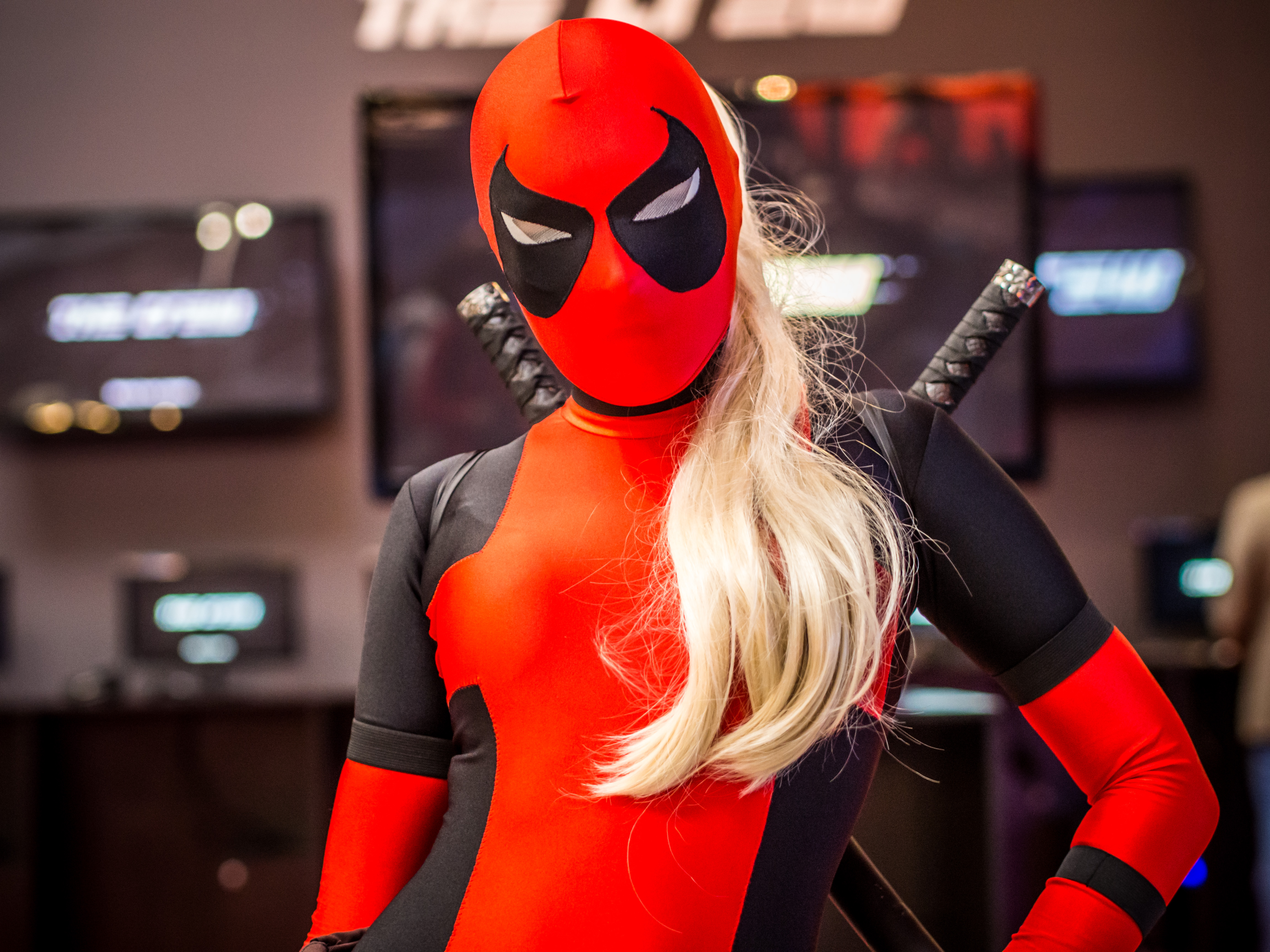
데드풀 캐릭터의 성별이 뒤바뀐 대체 현실 버전인 레이디 데드풀의 코스프레

룰 63(Rule 63)은 일반적으로 "모든 남성 캐릭터에 대해 해당 캐릭터의 여성 버전이 있다"라는 규칙을 명시하는 인터넷 밈이다. 이는 2006년 4chan의 네티켓 가이드로 시작된 "인터넷 규칙" 중 하나이며 결국 의도적으로 조롱하는 규칙을 포함하여 확장되었다. 룰 63이 그 예이다. 팬덤 커뮤니티에서는 팬이 만든 기존 가상 인물의 공식 성별 전환을 모두 지칭하는 용어로 일반적으로 사용되기 시작했다.

## 원산
룰 63이 만들어지기 전에는 1990년대 비디오 게임에서 뱀파이어인 다크스토커즈 캐릭터 디미트리스 막시모피의 마무리 동작으로 성별 뒤집기가 대중화되었다. "미드나잇 블리스"(Midnight Bliss)라고 불리는 이 게임은 캐릭터에게 장미를 던져 무력한 소녀로 변신시키고 생명 에너지를 완전히 소모시키는 것을 포함한다. 이는 게임의 모든 남성 캐릭터의 여성 버전은 물론 SNK vs. 캡콤에 막시모프가 포함될 때 스트리트 파이터 및 SNK 캐릭터의 여성 버전도 만들어야 함을 의미한다. 이러한 여성적 해석은 인기를 얻었고 많은 양의 팬 아트를 낳았을 뿐만 아니라 다른 남성과 여성 캐릭터의 성별을 바꾸는 예술을 촉발했다.
룰 63은 원래 2006년 말에 4chan에서 만들어진 유머러스한 "인터넷 규칙"에 추가되어 2007년 중반에 만들어졌다. 여기에는 두 가지 진술이 나열되어 있다.
1. "모든 남성 캐릭터에는 해당 캐릭터의 여성 버전이 있다."
2. "모든 여성 캐릭터에는 해당 캐릭터의 남성 버전이 있다."

원래 주로 비공식적으로 보였던 이 비유는 나중에 대중문화에서 더욱 널리 퍼졌으며 비평가들은 이 비유가 "할리우드에서 인정받았다"고 말했다.

## 같이 보기
- 룰 34